# Epirhyssa wisei
Epirhyssa wisei là một loài tò vò trong họ Ichneumonidae.